# Chittaranjan
Chittaranjan is een census town in het district Paschim Bardhaman van de Indiase staat West-Bengalen. De stad ligt aan de grens met de staat Jharkhand.

## Demografie
Volgens de Indiase volkstelling van 2001 wonen er 45.925 mensen in Chittaranjan, waarvan 53% mannelijk en 47% vrouwelijk is. De plaats heeft een alfabetiseringsgraad van 83%.